# Paradeucalion desertorum
Paradeucalion desertorum là một loài bọ cánh cứng trong họ Cerambycidae.